# 1062 Ljuba
1062 Ljuba este un asteroid din centura principală, descoperit pe 11 octombrie 1925, de Serghei Beliavski.